# Índice de Sigilo Financeiro
O Índice de Sigilo Financeiro ( FSI ) é um relatório publicado pela organização de advocacia Tax Justice Network que classifica os países por indicadores de sigilo financeiro, ponderados pelos fluxos econômicos de cada país. 
Ele analisa como indivíduos ricos e criminosos podem esconder e lavar dinheiro usando os sistemas jurídico e financeiro do país. O intercâmbio automático de informações e o registro de beneficiários efetivos estavam entre os critérios de classificação. De acordo com a TJN, cerca de US$ 21 a 32 trilhões em riqueza financeira privada não tributada ou minimamente tributada é mantida em jurisdições secretas (paraísos fiscais) em todo o mundo.
É uma medida da contribuição de cada jurisdição para o problema mundial do sigilo financeiro que combina dados qualitativos e quantitativos.
Para criar uma pontuação de sigilo para cada jurisdição, são usados dados qualitativos baseados em leis, regulamentos, cooperação com mecanismos de troca de informações e outras fontes de dados verificadas.
Os países de sigilo com as classificações mais altas são menos transparentes nas operações que hospedam, menos engajados no compartilhamento de informações com outras autoridades nacionais e menos em conformidade com as leis internacionais de lavagem de dinheiro. Uma jurisdição de sigilo é mais atraente para canalizar fluxos de dinheiro ilegais e ocultar atividades criminosas e corruptas devido à sua falta de abertura e falta de vontade de se envolver em trocas de informações eficientes.
Depois disso, os dados quantitativos são usados para gerar uma ponderação de escala global para cada jurisdição com base em sua porcentagem da atividade global de serviços financeiros offshore. Eles fizeram isso usando dados publicamente disponíveis sobre o comércio internacional de serviços financeiros de cada jurisdição. Eles empregam a abordagem do Fundo Monetário Internacional para extrapolar as medidas de estoque para obter estimativas de fluxo quando são necessários dados incompletos. As jurisdições com maior peso são as que desempenham o papel mais importante no mercado de serviços financeiros não residentes.
Uma jurisdição com uma proporção substancial do setor financeiro offshore, mas com baixa opacidade, pode obter a mesma classificação geral que uma jurisdição menor, porém mais secreta. A classificação leva em consideração não apenas quais países são os mais sigilosos, mas também a magnitude (o grau em que o sigilo de uma jurisdição provavelmente terá um impacto mundial).

## Confusão
Embora relacionado a paraísos fiscais, o FSI não é uma lista de paraísos fiscais per se, e não tenta estimar os impostos reais evitados ou os lucros transferidos, ao contrário das técnicas usadas na compilação das listas modernas de paraísos fiscais. O FSI é, portanto, mais corretamente uma lista de jurisdições de sigilo financeiro. Embora tenha muitas semelhanças com os paraísos fiscais, o FSI produz alguns resultados muito diferentes das listas de paraísos fiscais estabelecidas.
O FSI mostrou que jurisdições como os EUA e a Alemanha, apesar das altas taxas de impostos, são grandes contribuintes para o sigilo financeiro global, no entanto, isso é muitas vezes mal interpretado como implicando que os EUA e a Alemanha são " paraísos fiscais "; por exemplo, empresas estrangeiras não se mudam para os EUA ou Alemanha para evitar impostos. O FSI não abrange paraísos fiscais corporativos modernos, como Irlanda, Holanda e Reino Unido, que mantêm altos níveis de conformidade e transparência da OCDE, mas são responsáveis pela maior atividade global de evasão fiscal (BEPS) de erosão de base e transferência de lucros (BEPS).
Por exemplo, a reestruturação tributária irlandesa da " economia leprechaun " da Apple no primeiro trimestre de 2015, a maior transação de BEPS da história, permaneceu desconhecida por anos devido às leis irlandesas de proteção de dados. A questão é a pontuação pelo FSI para algumas das ferramentas de sigilo mais favorecidas dos paraísos fiscais modernos (ou Conduit OFCs): a empresa de responsabilidade ilimitada ("ULC"), trusts e certas estruturas SPV (por exemplo, QIAIFs irlandeses), nenhum dos quais arquiva contas públicas em paraísos como a Irlanda e o Reino Unido. O FSI se concentra na propriedade dessas ferramentas (por exemplo, é o proprietário de um ULC registrado), versus a visibilidade das ferramentas (por exemplo, o ULC paga imposto). Um exemplo dessa desconexão foi a multa fiscal de € 13 bilhões da UE sobre os dois ULCs irlandeses da Apple em 2016,  que, embora conhecidos, foram encontrados pela UE para evitar grandes quantias de impostos irlandeses durante o período de 2004-2014 período.

## História
Os lançamentos bienais do FSI são amplamente divulgados na mídia geral  e financeira, e as pontuações do FSI agora são vistas nos relatórios da UE.